# Baia di Ard na Caithne
La baia di Ard na Caithne è la più occidentale delle baie settentrionali della penisola di Dingle, in Irlanda. Orientata verso nord e delimitata da capo Baile na nGall ad est e ad ovest dalla costa scoglierosa di Ard na Caithne, villaggio da cui prende il nome, l'insenatura è ideale per attività come la pesca e il luogo dov'è situato il Gallarus Oratory